# Темерко, Александр Викторович
Александр Викторович Темерко (англ. Alexander Temerko, род. 9 сентября 1961, УССР) — российский и британский бизнесмен. В настоящее время директор британской компании Aquind Limited, ранее являлся директором и заместителем председателя британской компании OGN Group (2008—2017). Бывший вице-президент и заместитель председателя правления нефтяной компании «ЮКОС», обвинённый в России в хищении акций ОАО «Енисейнефтегаз». С 2011 года является подданным Великобритании.

## Биография
Александр Викторович Темерко родился 9 сентября . В 1987 году окончил Московский институт электронного машиностроения. Во время учёбы работал в нескольких московских молодёжных организациях и возглавлял Центр студенческого сотрудничества. В 1999 году также окончил Институт государственного администрирования.
Темерко начал свою карьеру в природоохранной области, сначала как главный инженер капитального строительства в Государственном комитете СССР по охране природы, а затем как руководитель отдела охраны окружающей среды при Министерстве лесной промышленности СССР.
Будучи сторонником демократического движения, после распада СССР Александр Темерко стал ключевым переговорщиком в команде, которая сформировалась вокруг Бориса Ельцина. В 1991 году во время августовского путча занимался штабом сил обороны, защищая российский Белый дом от военных и выступая переговорщиком с военнослужащими, чтобы убедить их остаться нейтральными.
В 1992 году он стал Председателем Комитета по социальному обеспечению военнослужащих при Верховном Совете РФ (впоследствии при Госкомитете РФ по оборонным вопросам, затем при Министерстве обороны РФ). Комитет отвечал за пенсионное обеспечение и расквартирование военных, решение их социальных и бытовых вопросов. Темерко курировал социальные проблемы выводимой из Германии Западной группы войск. Распоряжением Президента Российской Федерации от 4 апреля 1992 года в качестве руководителя комитета вошёл в состав Государственной комиссии по созданию Министерства обороны, армии и флота Российской Федерации, а в августе 1992 года — в состав рабочей группы по контролю за выполнением органами исполнительной власти республик в составе РФ, краёв, областей, автономных образований, городов Москвы и Санкт-Петербурга погашения задолженности по жилью Минобороны РФ. Указом Президента Российской Федерации от 30 сентября 1992 года № 1148 «О структуре центральных органов федеральной исполнительной власти» Комитет по социальному обеспечению военнослужащих при Министерстве обороны РФ упразднён, его функции возложены на Межведомственную комиссию по социальным вопросам военнослужащих и членам их семей во главе с Заместителем Председателя Правительства Российской Федерации.
Продолжил свою карьеру в оборонной промышленности. Сначала занялся созданием государственной компании по экспорту вооружений «Воентех». Весной 1993 года кандидатуру Темерко некоторые высокопоставленные чиновники Минобороны лоббировали на пост главы Федерального управления по вопросам экспорта вооружений и военной техники. Президент Российской Федерации Борис Ельцин отклонил предложения о создании этой структуры. С 1995 года Темерко стал президентом Специализированной корпорации оборонных отраслей промышленности «Русское оружие», которая поставляла вооружение для Вооружённых сил РФ. Он занимал этот пост в течение пяти лет.
В 2000 году Александр Темерко начал карьеру в энергетической отрасли, был заместителем председателя и членом совета директоров компании ЮКОС.
После ареста Михаила Ходорковского в 2003 году Темерко взял на себя полномочия вице-президента компании ЮКОС, а в мае 2005 года после экспроприации активов ЮКОСа в пользу «Роснефти» администрацией Путина он покинул компанию и был вынужден переехать в Великобританию. В марте 2004 года Басманный суд Москвы наложил арест на банковские счета Александра Темерко в Швейцарии. В России Темерко был обвинён в мошенничестве за хищение акций «Енисейнефтегаз» и объявлен в розыск. По версии российского следствия, в конце 2002 года Темерко разработал план по безвозмездному приобретению акций ОАО «Енисейнефтегаз». 19,7 % этой компании принадлежало «Англо-сибирской нефтяной компании». Для завладения данным пакетом акций Александр Темерко и стажёр адвокатского бюро «АЛМ Фельдманс» Иван Колесников инициировали судебное разбирательство, предоставив фиктивные документы. В результате суд вынес решение о передаче 19,7 % акций «Енисейнефтегаз» А. Темерко и И. Колесникову. Акции были переведены на баланс офшорной кипрской компании Maastrade Ltd, аффилированной с ЮКОСом. Спустя три недели после этого была выявлена подложность документов, на основании чего судебное решение о передаче акций было отменено, однако акций на балансе Maastrade Ltd уже не оказалось.
23 декабря 2005 года Лондонский магистратский суд на Боу-стрит отказался удовлетворить запрос Генеральной прокуратуры Российской Федерации о его экстрадиции. Рассматривавший это дело судья Тимоти Уоркмен заявил, что «запрос об экстрадиции г-на Темерко фактически сделан с целью судебного преследования или наказания за его политические убеждения».
В отношении дела ЮКОСа в интервью «Новой газете» в 2005 году Темерко отметил следующее:

 Методика заведения всех уголовных дел против сотрудников и акционеров компании «ЮКОС» до банальности проста — придумать преступную группу с несколькими руководителями из числа акционеров или топ-менеджеров компании. Дальше легализовать этот факт в подконтрольном суде, даже особенно не заботясь о доказательной базе. Потом в предварительно оставленные пустые графы, содержащие так называемых неустановленных лиц этой группы, вписывать тех или иных людей. В отношении кого-то прокуратура это может делать по своему собственному усмотрению, кто-то туда попадает по решению администрации президента. Самое вызывающее, что для выбранной жертвы может быть найдена любая статья Уголовного кодекса.
В 2008—2017 годах он являлся директором и заместителем председателя OGN Group (Уоллсенд, Великобритания) — крупнейшего поставщика инженерных и строительных услуг на морских месторождениях нефти и газа. OGN строит платформы для добычи в Северном море и активно участвует в развитии ветропарков.
Сейчас руководит британской компанией «Aquind Limited», которая отвечает за строительство линии электропередач между Великобританией и Францией. Публикует колонки о ситуации в энергетической сфере в The Guardian, Financial Times и The Observer.
Александр Темерко является активным сторонником энергетической безопасности и устойчивости Великобритании, а также с 2012 года, является членом и основным донором Консервативной партии Великобритании, где он является членом «группы лидеров».
Темерко поддерживает Украину в конфликте с Россией. В марте 2015 года в своей колонке в The Guardian он высказал мнение, что Великобритания должна помочь Украине с оружием.
В ходе референдума о независимости Шотландии 2014 года Александр Темерко публично поддержал сохранение Шотландии в Соединённом Королевстве и высказался в поддержку того, чтобы Великобритания оставалась частью Европейского союза. Он часто комментирует энергетическую политику Соединённого Королевства и выступает за бо́льшую поддержку британских производителей.
Александр Темерко проявляет большой интерес к истории, религии и путешествиям и является членом Карлтон-клуба в Лондоне. Он также является энергетическим советником Конфедерации британской промышленности и членом Института директоров. В 2015 году за 4,5 тысячи фунтов стерлингов приобрёл у российского миллионера Евгения Чичваркина коньяк производства фирмы «Шабо», ранее принадлежавший экс-президенту Украины Виктору Януковичу.

## Семья
Женат, супруга Марина, сын Владимир.

## Награды
В число его наград входят золотая медаль Витте «За помыслы и деяния», учреждённая Конгрессом российских деловых людей, диплом Национального комитета ЮНЕСКО РФ «За выдающийся вклад в рамках проекта ЮНЕСКО по сохранению объектов всемирного культурного наследия» (2004 год); приз им. Михаила Ломоносова за выдающийся вклад в развитие науки, образования, культуры и искусства (2003 год); медаль ордена «За заслуги перед Отечеством» 2-й степени (2000 год) и медаль «Защитнику свободной России» (1993 год). За большой вклад в обеспечение проведения 100-й конференции Межпарламентского союза объявлена благодарность Президента Российской Федерации (1998).